# Ailleurs (album)
Pour les articles homonymes, voir Ailleurs.
Albums de William Sheller
Univers
(1987) Sheller en solitaire
(1991)
Ailleurs est le 8e album studio de William Sheller sorti en 1989.. L'album s'est vendu à  70 600 exemplaires.
L'album est composé de textes et musiques de William Sheller, excepté Ailleurs, texte de Bruno de Tolbiac.

## Titres
| 1.    | Le témoin magnifique :                       |      |
| 1a.   | - Prélude à tempo d'un jogger (instrumental) | 1:58 |
| 1b.   | - Cadenza del sol (instrumental)             | 1:02 |
| 1c.   | - Chant du témoin                            | 4:49 |
| 2.    | Un archet sur mes veines                     | 3:55 |
| 3.    | Excalibur                                    | 6:39 |
| 4.    | La tête brûlée                               | 6:14 |
| 5.    | Sergei                                       | 6:22 |
| 6.    | Octuor (instrumental)                        | 3:57 |
| 7.    | La Sumidagawa                                | 8:28 |
| 8.    | Partita (instrumental)                       | 1:44 |
| 9.    | Ailleurs                                     | 6:12 |
| 51:00 |                                              |      |

## Vidéoclip
Le clip d'Excalibur est réalisé par le dessinateur Philippe Druillet.

## Musiciens
- William Sheller : piano, chant, orchestration
- Jean-Claude Dubois : direction orchestrale
- Jean-Philippe Audin : violoncelle
- Constantin Bobesco : violon
- Hervé Cavelier : violon
- Agnès Toussaint-Audin : alto